# Jérôme Ferrari
Jérôme Ferrari (Parigi, 1968) è uno scrittore e traduttore francese di origine corsa.

## Biografia
Ferrari è nato nel 1968 a Parigi.
La sua famiglia è originaria di Sartène in Corsica isola alla quale è sempre legato ed è stata spesso protagonista dei suoi romanzi. Dopo gli studi alla Sorbona diventa professore ed ha insegnato filosofia al Liceo di Porto-Vecchio, al Liceo internazionale Alexandre-Dumas di Algeri e poi al Liceo Fesch di Ajaccio.
Attualmente, è professore di filosofia al liceo francese di Abu Dhabi.
Ha ottenuto il Premio Goncourt 2012 per il suo libro Il sermone sulla caduta di Roma.

## Opere
- 2016 Le principe ("Il principio", e/o edizioni, 2016)
- 2012 Le Sermon sur la chute de Rome ("Il sermone sulla caduta di Roma", e/o edizioni, 2013)
- 2010 Où j'ai laissé mon âme ("Dove ho lasciato l'anima", traduzione di Maurizio Ferrara, Fazi editore, 2012)
- 2009 Un dieu un animal ("Un dio un animale", e/o edizioni, 2014)
- 2008 Balco Atlantico ("Balco Atlantico", e/o edizioni, 2013)
- 2007 Dans le secret
- 2002 Aleph zéro

## Traduzioni dalla lingua corsa
- (CO)  Prighjuneri, prigionieri di Marcu Biancarelli, Albiana, 2001
- (CO)  51 Pegasi, astre virtuel di Marcu Biancarelli, Albiana, 2004
- (CO)  Murtoriu : Ballade des innocents di Marcu Biancarelli, [« Murtoriu : A baddata di Mansuetu », 2009], trad. de Jérôme Ferrari, Marc-Olivier Ferrari et Jean-François Rosecchi, Arles, France, Actes Sud, 2012, 270 p. ISBN 978-2-330-01012-6